# Llanelly, Monmouthshire
Llanelly är en community i Storbritannien.   Den ligger i kommunen Monmouthshire och riksdelen Wales, i den södra delen av landet, 210 km väster om huvudstaden London.
De två största samhällena i Llanelly är Gilwern (2 263 invånare)  och  Clydach (692 invånare).